# Catalina Enseñat Enseñat
Catalina Enseñat Enseñat és una historiadora i política mallorquina, diputada al Parlament de les Illes Balears.
Doctorada en història, ha treballat com a arqueòloga i ha publicat diversos treballs per al Museu de Mallorca amb Joan Maluquer de Motes i Nicolau. En 1971 va dirigir les excavacions a naveta d'Alemany, entre Magaluf i Sol de Mallorca i ha treballat a Almallutx. Entre 1970 i 1973 fou nomenada directora interina del Museu Arqueològic d'Eivissa i Formentera.
El 31 d'agost de 1978 fou nomenada Directora provincial de Cultura de les Illes Balears fins al 3 de desembre de 1982 en que va ser cesada.
Fou escollida diputada i consellera del Consell Insular de Mallorca a les eleccions al Parlament de les Illes Balears de 1983. Està casada amb José María González Ortea, antic fou president del Grup Parlamentari del Partit Popular de Balears i conseller de Turisme amb Jaume Matas i Palou de 1996 a 1999.
En juliol de 1987 fou nomenada Directora General de Medi Ambient de la Conselleria d'Obres Públiques i Ordenació del Territori. En 1993 va ser contractada per l'Administració balear en 1993, durant la presidència de Gabriel Cañellas, per a treballar en els Serveis Forestals de Balears (Ibanat).
En 2002 fou protagonista d'una polèmica al Parlament de les Illes Balears perquè fou nomenada directora general de la Fundació Parcs Nacionals quan portava des de 1999 en situació de baixa mèdica a causa d'un suposat accident laboral en 1997.